# Taquihidrita
La taquihidrita és un mineral de la classe dels halurs. Rep el seu nom del grec ταχίς, ràpid, i ϋδωρ, aigua, al·ludint a la seva deliqüescència.

## Característiques
La taquihidrita és un halur de fórmula química CaMg₂Cl₆·12H₂O. És un clorur hidratat molt higroscòpic. Cristal·litza en el sistema trigonal, i es troba en forma de masses arrodonides. La seva duresa a l'escala de Mohs és 2.
Segons la classificació de Nickel-Strunz, la taquihidrita pertany a «03.BB - Halurs simples, amb H₂O, amb proporció M:X = 1:2» juntament amb els següents minerals: eriocalcita, rokühnita, bischofita, niquelbischofita, sinjarita i antarcticita.

## Formació i jaciments
Es troba en dipòsits de solució salina rica en potassi, de tipus oceànic. Va ser descoberta l'any 1856 a Stassfurt (Saxònia-Anhalt, Alemanya), associada a la caïnita i a la carnallita. Sol trobar-se associada també a altres minerals com: silvita, halita, kieserita, bischofita o anhidrita.